# Nossa Senhora do Livramento
Nossa Senhora do Livramento – miasto i gmina w Brazylii, w stanie Mato Grosso.